# Geoffrey Kipsang Kamworor
Geoffrey Kipsang Kamworor (Kenia, 22 de noviembre de 1992) es un atleta keniano, especialista en la prueba de 10000 m, con la que ha logrado ser subcampeón mundial en 2015. Ganó la maratón de Nueva York en las ediciones de 2017 y 2019.

## Carrera deportiva
Ganó la medalla de oro en la media maratón de Copenhague 2014 con un tiempo de 59.08 segundos, por delante del eritreo Samuel Tsegay y del etíope Guye Adola (bronce con 59.21 segundos). 
Al año siguiente, en el Mundial de Pekín 2015 gana la medalla de plata en 10000 m, quedando por detrás del británico Mo Farah y por delante de su compatriota Paul Tanui.
Kamworor ganó el Medio Maratón de Copenhague el 15 de septiembre de 2019 con récord mundial de 58:01.